# Generalissimo
Generalissimo eller generalissimus er en militær rang af højeste grad, over feltmarskal og admiral . Den kan sammenlignes med øverstkommanderende eller General of the Armies.
Ordet "generalissimo" er italiensk: Generale, plus endelsen -issimo, fra latin -issimus, som betyder "i sit yderste, af den højeste rang".
Den rang fik en officer, der førte en hel hær eller nationens samlede væbnede styrker. Han var normalt kun underordnet eneherskeren. Mange generalissimoer er blevet diktatorer.
Som fx Franco i Spanien. "Generalissimo" bruges undertiden i moderne sprogbrug om en officer, der har fået den politiske magt ved et militærkup eller en, der har suspenderet forfatningsmæssige mekanismer for at bevare magten ved hjælp af militæret.[kilde mangler].
| Militær | Spire Denne artikel om militær er en spire som bør udbygges. Du er velkommen til at hjælpe Wikipedia ved at udvide den. |